# William DeLacy
William DeLacy est un général de brigade américain. Il est né le 29 septembre 1828 en Irlande, et est mort le 12 décembre 1898 à Maplewood, dans le New Jersey. il est inhumé au cimetière de Green-Wood à Brooklyn.

## Carrière
Avant la guerre de Sécession, il exerce la profession d'imprimeur. Le 8 juillet 1861, il intègre, avec le grade de premier lieutenant, le 37e régiment d'infanterie de New York, également surnommé les "Irish Rifles" en raison de la présence, en son sein, d'une majorité de soldats aux origines irlandaises. Le 10 septembre de la même année, il est promu capitaine de son régiment qui est rattaché à la 1re brigade du général Israël Bush Richardson de la Division du général Samuel Peter Heintzelman de l'armée du Potomac. En mars 1862, son régiment est rattaché à la 3e brigade du général Hiram Gregory Berry de la 3e Division du général Charles Smith Hamilton du 3e Corps de l'armée du Potomac avec laquelle il participe à la campagne de la Péninsule ainsi qu'au siège de Yorktown. Le 5 mai 1862, il reçoit une blessure lors de la bataille de Williamsburg pour laquelle il a fait acte de courage comme le précise le rapport de son supérieur, le colonel Samuel B. Hayman.
Le 8 octobre 1862, il accède au grade de major et combat à la bataille de Fredericksburg et à la bataille de Chancellorsville.
Après la dissolution de son régiment le 22 juin 1863, il est nommé lieutenant-colonel dans le 164e régiment d'infanterie de New York et prend part à la bataille de Spotsylvania où il est de nouveau blessé. En juillet 1864, il devient colonel avant d'être promu, le 13 mars 1865, général de brigade des "US Volunteers". Alors qu'il participe au siège de Petersburg, il est, pour la troisième fois blessé ce qui ne l'empêche pas de recevoir, le 29 juin 1865, le commandement de la 2e brigade de la 2e Division du 2e Corps de l'armée du Potomac, qu'il garde jusqu'à la dissolution de son unité et sa mise à la retraite le 15 juillet 1865.
Il retourne alors à la vie civile à Brooklyn.

### Sources
- Chronique nécrologique parue le 12 décembre 1898 dans le "Brooklyn Daily Eagle".
- "Civil War High Commands" de David et John Eicher, p° 205, 656, 680, 744 et 978.